# Bistum Naumburg-Zeitz

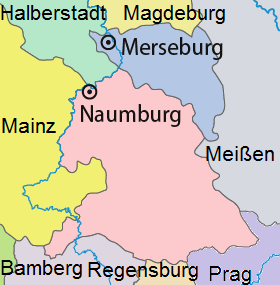
Bistum Naumburg-Zeitz, Diözesangrenzen

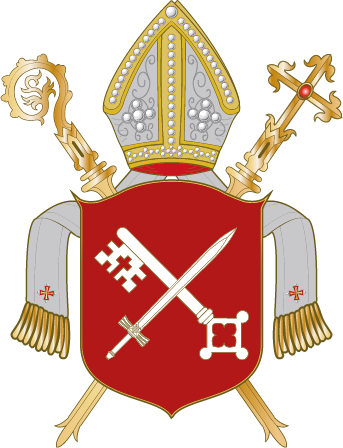
Wappen des Bistums Naumburg

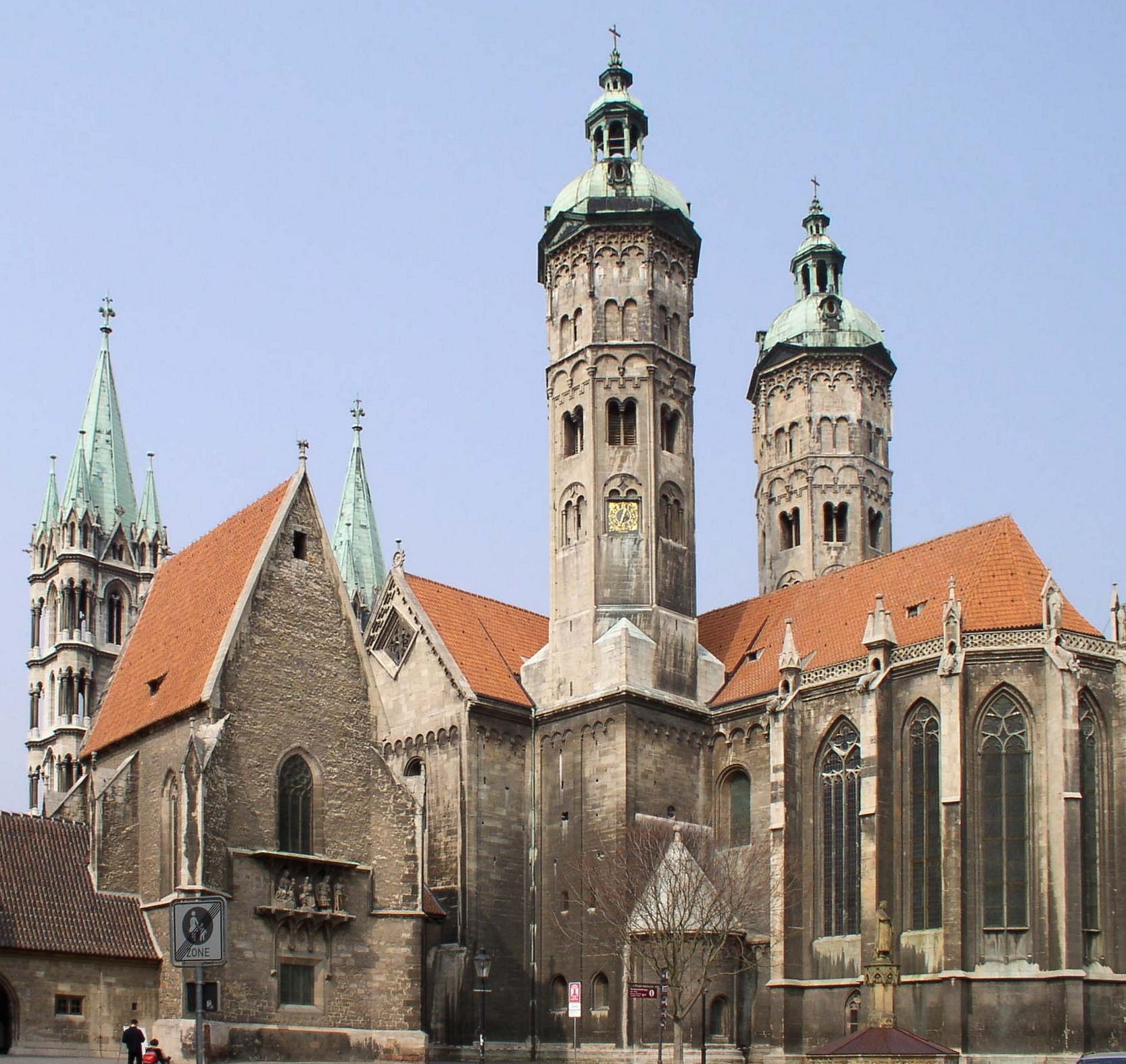
Naumburger Dom

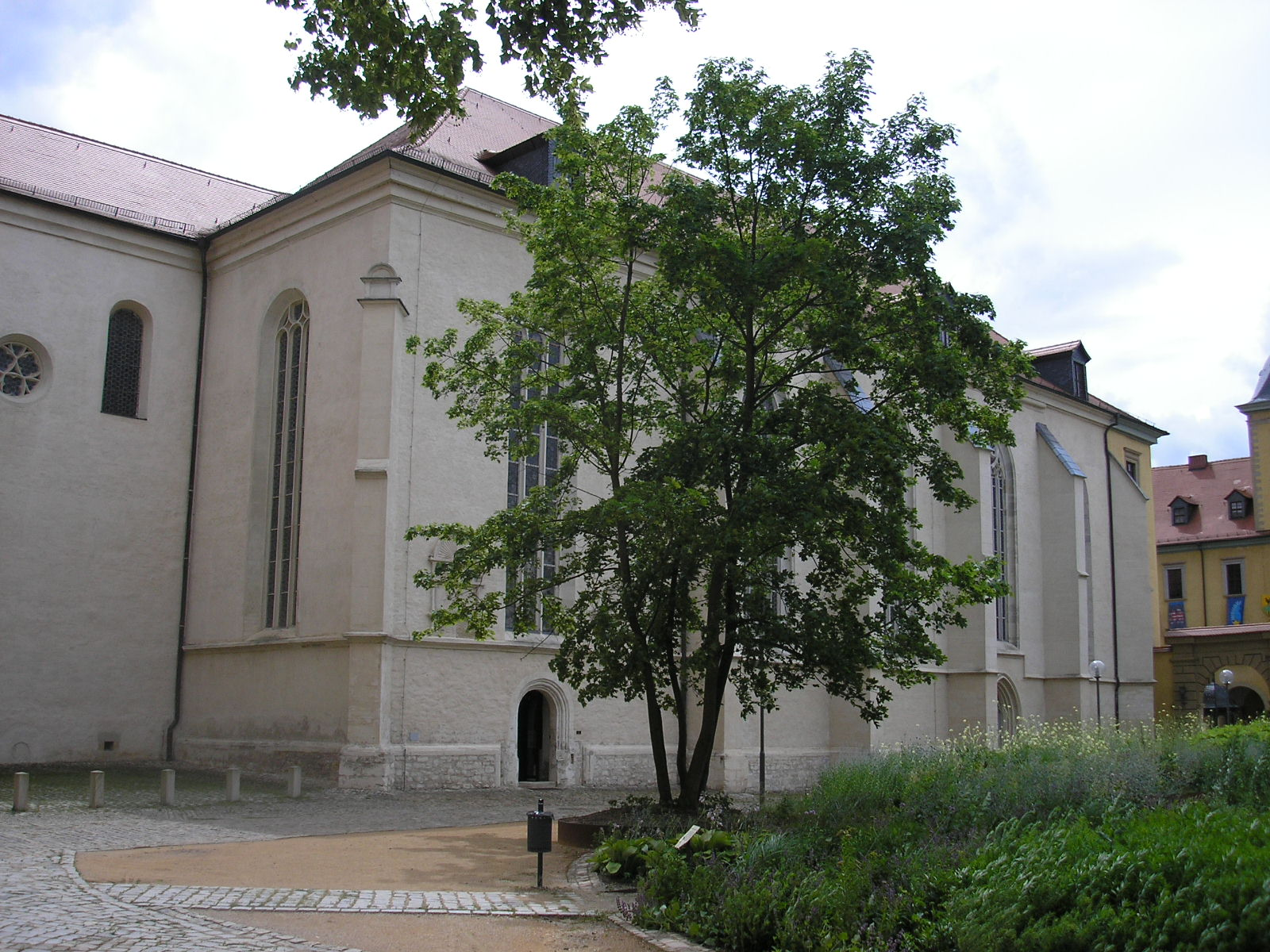
Zeitzer Dom

Das Bistum Naumburg-Zeitz (lat. Episcopatus Nuemburgensis oder Dioecesis Nuemburgensis) ist ein ehemaliges Bistum im mitteldeutschen Raum zwischen Leipzig im Osten und Erfurt im Westen. Sitz des Bischofs war zwischen 968 und 1029 Zeitz mit dem Zeitzer Dom und ab 1029 Naumburg mit dem Naumburger Dom. Es wurde infolge der Reformation im Jahr 1562 aufgelöst. Deutlich kleiner war das Hochstift Naumburg, das als Reichsfürstentum der weltlichen Herrschaft des Bischofs unterstand.

## Geschichte

### Bistum Zeitz
Auf Vorschlag des Kaisers Otto hatte Papst Johannes XIII.  967 die Errichtung von weiteren Bistümern im Gebiet der neu erworbenen slawischen Gebiete östlich der Saale genehmigt. 968 wurde das Bistum Zeitz gegründet (ebenfalls die Bistümer Merseburg und Meißen). Sie gehörten als Suffragane zur Kirchenprovinz des Erzbistums Magdeburg.
Auch in den Jahrzehnten nach dem Slawenaufstand von 983 erschien der Bischofssitz in Zeitz bis zum Frieden von Bautzen (1018) immer wieder gefährdet. Als es nach einem ruhigeren Jahrzehnt zum Krieg zwischen Kaiser Konrad II. und Mieszko II. Lambert kam und dieser 1028 die östlichen Teile des Reiches angriff, fiel die Entscheidung, den Bischofssitz von Zeitz ins weiter von der Grenze entfernte Naumburg zu verlegen.

## Organisation

### Bistumsgrenzen und Archidiakonate
Das Bistum Naumburg erstreckte sich im heutigen südlichen Sachsen-Anhalt, südwestlichen Sachsen und östlichen Thüringen östlich der Saale, südlich der Elster, Pleiße und Zwickauer Mulde, westlich des Bistums Meißen und nördlich des Erzgebirges. Es umfasste die vier Archidiakonate Naumburg, Zeitz, Altenburg und „trans Muldam“ (jenseits der Zwickauer Mulde, bestehend aus den Dekanaten Lichtenstein, Glauchau, Hartenstein und Lößnitz).

### Klöster
Im Bistum Naumburg gab es 46 Stifte und Klöster, darunter das Domstift Naumburg und das Zisterzienserkloster Pforta.

### Bistumspatrone
Die Schutzpatrone des Bistums Naumburg waren die heiligen Petrus und Paulus, deren Attribute (Schlüssel und Schwert) sich auch im Wappen des Bistums wiederfinden.

### Hochstift
Hochstift Naumburg war die Bezeichnung für den weltlichen Besitz des Bistums.

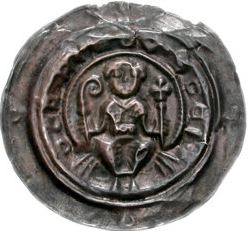
Bistum Naumburg, Berthold II. von Meißen (1186–1206), Brakteat